# Бежецкое слово
«Бежецкое слово» — общественно-политическая и экономическая газета, печаталась в земской типографии города Бежецка Тверской губернии, издававшаяся в июле-августе 1906 года, подписная, выходила три раза в неделю. Газета защищала интересы рабочего класса и деревенской бедноты. Вторая газета в истории города.
Газета основана работавшими в коллективе первой бежецкой газеты «Бежечанин» революционно настроенными студентами. «Бежечанин» увидела свет 25 мая 1906 года, издавалась земским страховым агентом Беловым, но после выпуска 22 номеров прекратила существование по финансовым причинам, однако студенты нашли средства для выпуска газеты.
Редактор и издатель газеты «Бежецкое слово» — студент-медик И. А. Корнилов, придерживался социал-демократических взглядов. Вышло всего 15 номеров, пять раз тираж газеты был арестован. Газета резко критиковала царское правительство, публикации носили откровенно антиправительственный характер, закрыта по решению Московской судебной палаты на выпуске 15 номера газеты (3 августа), а редактор и заведующий типографией были отданы под суд за публикацию объявления о прекращении издания из-за преследований полиции.
До 1917 года в городе какая-либо газета не выпускалась.